# 그리스 망명정부
그리스 망명정부(그리스어: Εξόριστες Ελληνικές κυβερνήσεις)는 그리스 왕국의 망명정부로 그리스 공방전 이후 그리스가 추축국에 의해 점령되자 1941년 말 수립되었다. 나치 독일, 이탈리아 왕국, 불가리아 왕국 등이 그리스의 영토를 분할하였고, 그리스 저항군에 반대하는 세력이 많았기에 망명정부는 그리스 내부에서 영향력을 발휘할 수 없었다. 그러나 이들은 그리스 민족해방전선, 그리스 국가공화연맹, EKKA, 범그리스 청년투쟁연맹이나 크레타 국민조직의 형성에 영향을 미쳤고, 그리스 저항운동에서 영국군 특수 부대의 지원을 받게 했다.
그리스 망명정부는 이집트 카이로에 수도를 두었으며 이에 따라 카이로 정부(그리스어: Κυβέρνηση του Καΐρου)라 불리기도 했다. 1941년 4월 아테네에서 철수한 그리스 왕 요르요스 2세가 망명정부의 수반이었으며 처음에는 크레타섬에 주둔하고 있다가 이후에 이집트의 카이로로 철수했다. 망명정부는 1944년 10월 영국이 그리스에 상륙하여 독일군을 몰아낼 때까지 이집트에 있었다.
영국을 선두로 국제 사회는 망명 정부를 재조직된 그리스 정부로 공인했지만 그리스 내부에서 당국의 영향력은 적었다. 그리스 내부에서는 이미 그리스국이라는 나치 독일 협력 정부가 들어서 있었고, 다양한 공산주의 무장단체들이 나치 독일에 대항해 싸웠는데 이들 무장단체는 사실상 독립적인 행정부를 설치했고, 1944년 3월 그리스 민족해방 정치위원회 (자유 그리스)가 설립되었다.